# Bitwa o Chińską Farmę
Bitwa o Chińską Farmę (hebr. ‏קרב החווה הסינית‎, kraw he-chawa ha-sinit) – walki toczone pomiędzy Armią Obrony Izraela a Egipskimi Siłami Zbrojnymi w dniach 15–18 października 1973 roku podczas wojny Jom Kipur o Chińską Farmę w ramach operacji „Abirej Lew”, której celem było przekroczenie Kanału Sueskiego przez Izraelczyków i utworzenie przyczółków na jego zachodnim brzegu.
Zajęcie Chińskiej Farmy miało istotne znaczenie w operacji przekraczania Kanału Sueskiego. Na farmie Egipcjanie posiadali umocniony punkt oporu, z którego mogli razić ogniem jednostki zmierzające do przeprawy na kanale oraz most kołowy.
Bitwa zakończyła się sukcesem dla sił Izraela, które ostatecznie opanowały obszar Chińskiej Farmy oraz dróg wokół niej, jednak starcie zakończyło się dużymi stratami po obu stronach. W nocy 16 października żołnierze 247 Rezerwowa Brygady Spadochronowej płka Daniego Mata przekroczyli Kanał Sueski, ale właściwa przeprawa mostowa powstała 17 października.

## Tło historyczne
Po wojnie sześciodniowej w 1967 roku prezydent Egiptu Gamal Abdel Naser uznał, że wciągnie Izrael w długi konflikt na wyniszczenie, który miałby skutkować izraelskimi stratami gospodarczymi i wśród żołnierzy, gdyż Egipcjanie uznali, że taki stan rzeczy skłoniłby Izrael do podjęcia rozmów pokojowych. Naser uznał, że podjęcie takich kroków przez izraelskie władze ukazałoby słabnącą pozycję państwa Izrael w regionie. Do 1970 roku trwała tzw. wojna na wyczerpanie, w którą oprócz Egiptu zaangażowane były w różnym stopniu także Syria, Jordania i organizacje palestyńskie. Urzędujący od 1970 roku prezydent Anwar as-Sadat postanowił doprowadzić do zmiany pozycji Egiptu na Bliskim Wschodzie. Uznał, że jedynym wyjściem jest niespodziewany i zmasowany atak na Izrael. W tym celu podjął rozmowy ze Związkiem Radzieckim w celu wzmocnienia egipskiej obrony przeciwlotniczej, która uniemożliwiłaby Siłom Powietrznym Izraela przeprowadzenie ataków w głąb terytorium egipskiego. Wzmocniono armię egipską większą ilością broni przeciwpancernej. Przygotowania do natarcia połączone były ze skuteczną dezinformacją, dzięki czemu Izraelczycy zbagatelizowali możliwość ataku ze strony państw arabskich. 6 października 1973 roku, w trakcie żydowskiego święta Jom Kipur, doszło do jednoczesnego ataku z zaskoczenia Syrii i Egiptu na Izrael.

## Chińska Farma

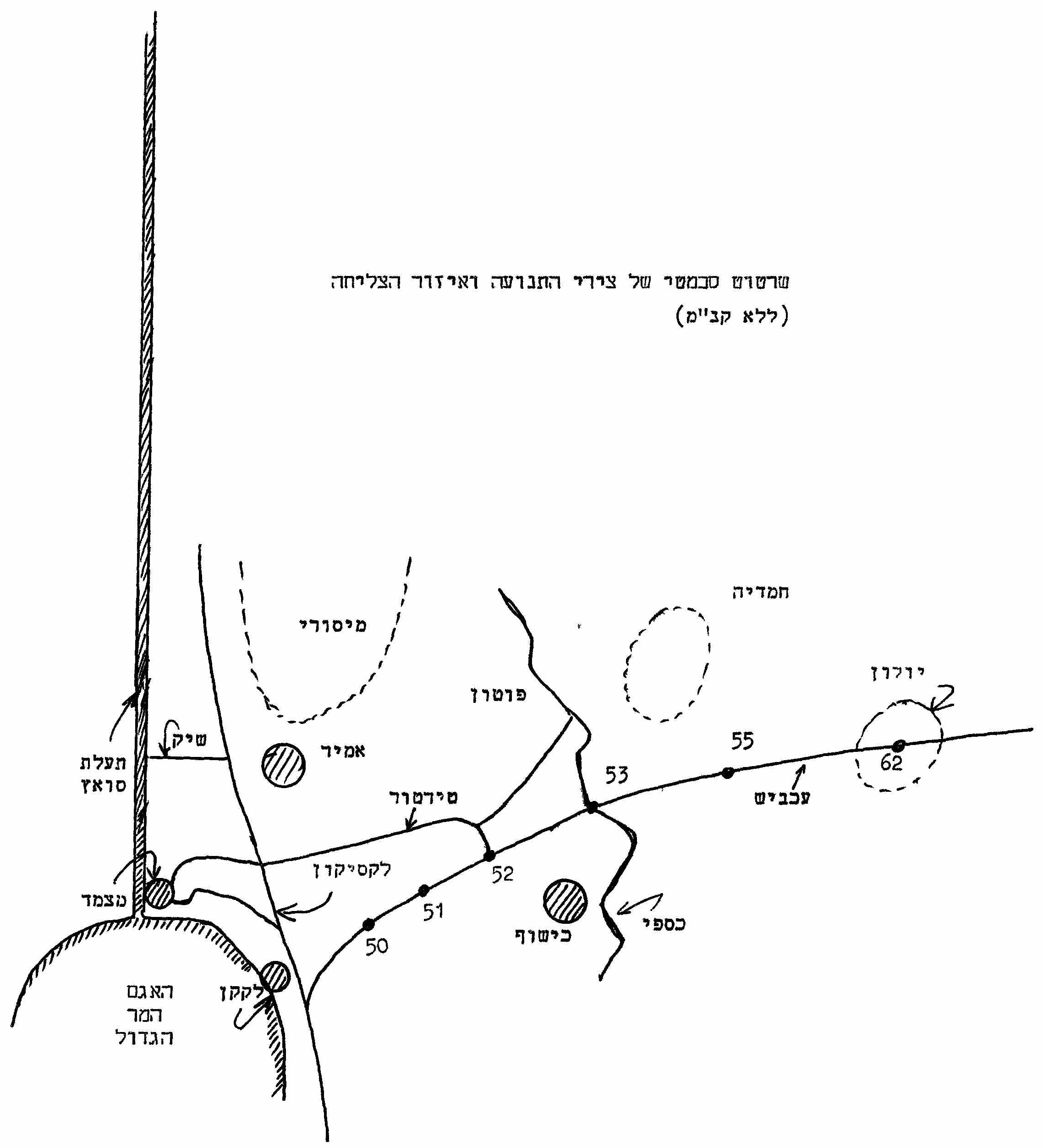
Lokalizacja Chińskiej Farmy - przepompownie na terenie Chińskiej Farmy oznaczone na mapie jako zakreskowany okrąg z podpisem אמיר.

Podczas wojny sześciodniowej (1967) izraelskie wojsko zajęło gospodarstwo rolne położone na wschód od Kanału Sueskiego i na północ od Wielkiego Jeziora Gorzkiego. Założone ono było przez rząd egipski i Agencję Narodów Zjednoczonych dla Pomocy Uchodźcom Palestyńskim na Bliskim Wschodzie (ang. skrót. UNRWA) w celu zwiększenia zaludnienia zachodniej części Synaju, między innymi Beduinami i byłymi wojskowymi. Plan zakładał także nawodnienie 8400 dunamów ziemi przy pomocy znajdujących się na terenie gospodarstwa przepompowni (izraelski kryptonim - Amir, hebr. אמיר) i kanałów oraz założenie dookoła kilku wsi. Na farmie zatrudnieni byli doradcy z Japonii, którzy zajmowali się maszynami w przepompowni i pozostawili na miejscu wiele dokumentów w języku japońskim. Kiedy Izraelczycy wkroczyli na teren gospodarstwa, utożsamili litery obcego alfabetu z pismem chińskim, a gospodarstwu nadali przydomek Chińskiej Farmy  .
Zabudowania Chińskiej Farmy mieściły się na wschód od drogi zwanej Leksikon (hebr. לכסיקון, ang. Lexicon) i na północny zachód od skrzyżowania dróg Tirtur (hebr. טרטור) i Akawisz (hebr. עכביש). Na północ od gospodarstwa znajdował się obszar zwany Missouri (hebr. מיסורי) . Powierzchnia samej farmy wynosiła 50 km², a łączna długość kanałów irygacyjnych w okolicy miała 140 km. Taka charakterystyka terenu oraz bliskie położenie gospodarstwa do punktu, z którego wojska izraelskie miałyby forsować kanał sprawiały, że Chińska Farma była dobrym punktem obrony dla Egipcjan.

## Siły obu stron

### Egipt

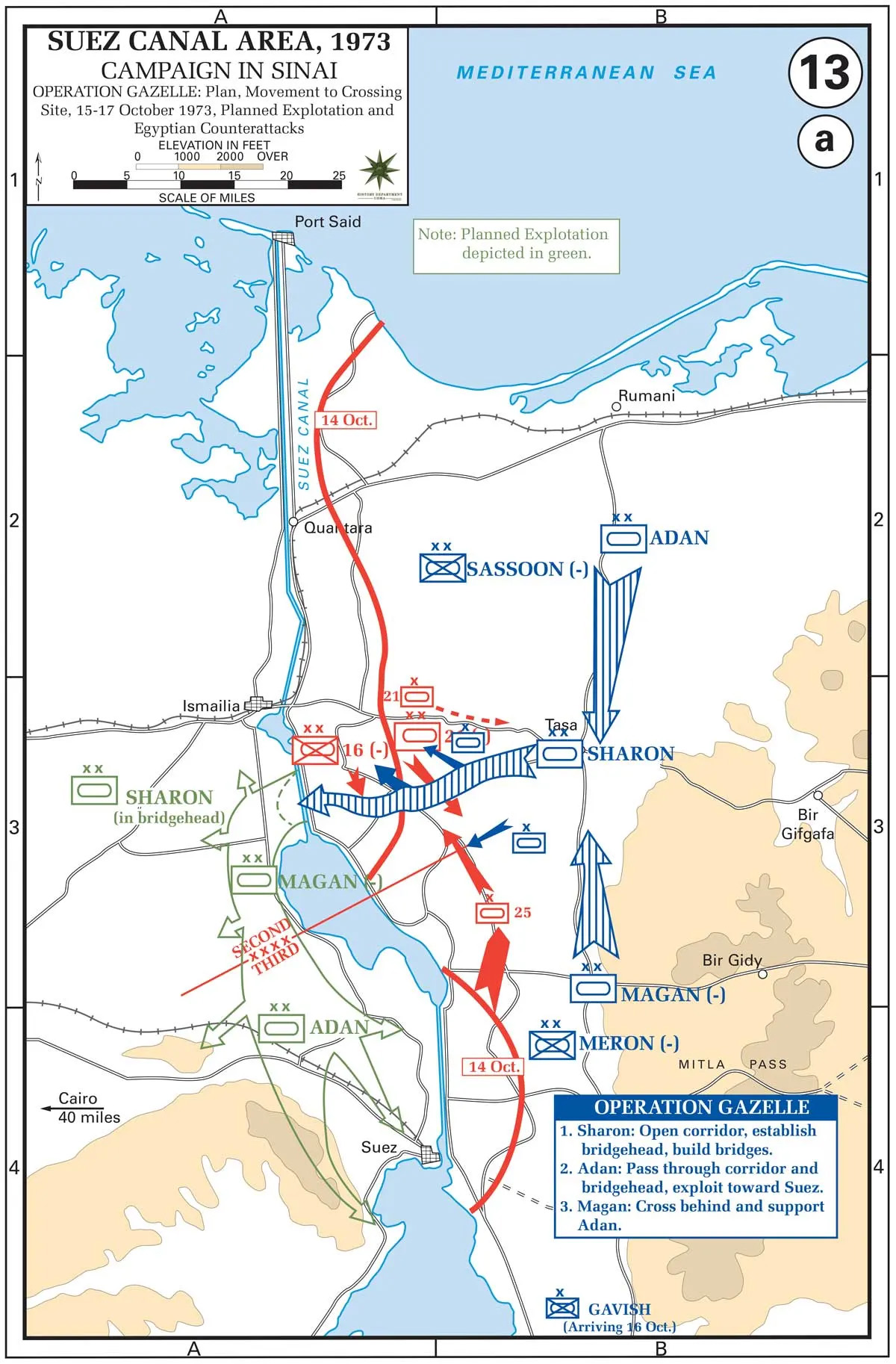
Plan izraelskiej operacji „Abirej Lew”.

Pogarszająca się sytuacja armii syryjskiej na Wzgórzach Golan wywarła presję polityczną na prezydencie Sadacie, aby Egipt podjął działania zbrojne na Synaju. Prezydent oraz wojskowi nie byli temu początkowo przychylni, jednak brak jakiejkolwiek pomocy sojusznikowi mógłby być źle odebrany w świecie arabskim. Wobec tego zaplanowano, że 14 października nastąpi atak na pięciu różnych odcinkach frontu synajskiego. Jednak rozproszenie sił egipskich osłabiło siłę natarcia. Nie udał się również element zaskoczenia, ponieważ Izraelczycy dysponowali informacjami wywiadowczymi od Amerykanów. Nieudana ofensywa Egipcjan skutkowała dużymi stratami i osłabieniem. Zniszczonych zostało 250–260 czołgów, a także ok. 200 innych pojazdów oraz 1000 zabitych żołnierzy. Dowódca Sztabu Generalnego gen. Sad asz-Szazili zaproponował wycofanie sił egipskich z Synaju na kontynent afrykański, aby tam przegrupować siły i przygotować je do obrony. Prezydent Sadat był jednak przeciwny tym działaniom. Minister obrony Ismael Ali również sprzeciwił się planom wycofania, nakazując utworzenie linii obrony wzdłuż kanału .
Według Blumberga i Gawrycha na obszarze Chińskiej Farmy rozlokowały się i umocniły pozostałości oraz rezerwy 16 Dywizji Piechoty pod dowództwem gen. bryg. Fuada Aziza Galiego  lub gen. bryg. Abd Raba al-Nabiego Hafiza oraz 21 Dywizji Pancernej pod dowództwem gen bryg. Ibrahima Orabiego .
Według Blumberga 16 Dywizja Piechoty dysponowała 20 z początkowych 124 sztuk czołgów, a 21 Dywizja Pancerna posiadała ich już tylko 40 . Egipska piechota wyposażona była w granatniki RPG-7 oraz ppk 9M14 Malutka .

### Izrael

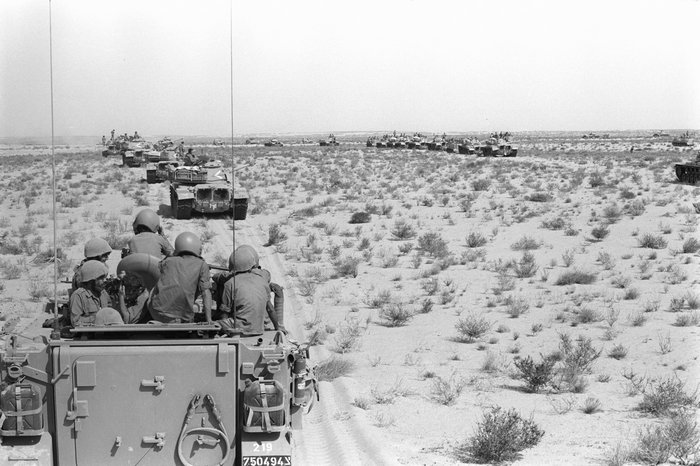
Siły 14 Brygady Pancernej przygotowujące się do operacji „Abirej Lew”.

W ramach planu izraelskiej operacji „Abirej Lew” trzy izraelskie dywizje miały przekroczyć Kanał Sueski w okolicy bazy Déversoir, która znajdowała się na granicy egipskiej 2 i 3 Armii. Uznano to miejsce za najsłabszy punkt przeciwnika. Lewe skrzydło izraelskiego natarcia oparłoby się wówczas o naturalną przeszkodę wodną, czyli Wielkie Jezioro Gorzkie. Wówczas izraelskie siły mogłyby okrążyć okopaną na wschodnim brzegu kanału 3 Armię i miasto Suez, odcinając Egipcjan od wsparcia i zaopatrzenia.
143 Rezerwowa Dywizja Pancerna gen. dyw. Ariela Szarona otrzymała trzy zadania w tej operacji: stworzyć przyczółek dla przeprawy w okolicach Déversoir, chronić przeprawę z obu stron kanału oraz zdobyć i utrzymać drogi Tirtur i Akawisz. W skład dywizji Szarona wchodziły: 600 Brygada Pancerna płka Tuwji Rawiwa, 14 Brygada Pancerna płka Amnona Reszefa, 247 Rezerwowa Brygada Spadochronowa płka Daniego Mata i 421 Brygada Pancerna płka Chajjima Ereza.
14 Brygadzie Pancernej płka Amnona Reszefa przypadło zdobycie obszaru Chińskiej Farmy oraz oczyszczenie dróg prowadzących do kanału, aby mogły otworzyć je dla sił forsujących przeprawę. Brygada dysponowała siłami: 79 Batalionu Pancernego (22 czołgi), 184 Batalionu Pancernego (21 czołgów), 407 Batalionu Pancernego z 600 Brygady Pancernej (31 czołgów), 87 Batalionu Rozpoznania (22 czołgi), jednostki specjalnej Sajjeret Szaked (trzy kompanie piechoty zmechanizowanej), 582 Rezerwowego Batalionu Spadochronowego (kompania piechoty zmechanizowanej, specjalna kompania inżynieryjna, kompania przeciwpancerna) oraz tzw. grupą Szmu’ela „Szmulika” Arada (202 i 890 Kompania Spadochronowa) .

## Przebieg bitwy

### 15 października

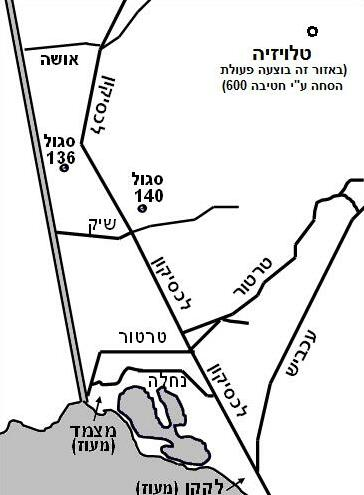
Mapa przedstawiająca obszar walk 14 Brygady Pancernej.

O godzinie 16:00 rozpoczęto wstępne przemieszczanie wojsk. Po godzinie 18:00 siły Reszefa ruszyły w drogę we właściwym szyku. Od godzin porannych zwiad na drodze 14 Brygady Pancernej prowadził 87 Batalion Rozpoznania. W kierunku pierwszego punktu zbornego nazwanego Kaspi 56 poruszały się w kolumnie siły 79 Batalionu, 184 Batalionu i 407 Batalionu. Za nimi przemieszczała się jednostka Sajjeret Szaked, grupa Szmulika, a na końcu 582 Rezerwowy Batalion Spadochronowy. Na miejscu zbiórki czekał już batalion rozpoznania. Z punktu Kaspi 56 siły ruszyły w dalszą drogę w tym samym szyku. Kiedy pojazdy brygady wjechały na teren poprzecinany kanałami irygacyjnymi pojawiły się problemy. Jeden z czołgów batalionu rozpoznania utknął w jednym z takich rowów, co spowolniło tempo natarcia. O 18:53 dowódca 87 Batalionu Rozpoznania zameldował o potencjalnej zasadzce na drodze. Informacja ta nie potwierdziła się jednak. O godzinie 20:00 żołnierze batalionu rozpoznania dotarli do drogi Leksikon i zmienili kierunek marszu w stronę północy. Siły pancerne ostatecznie dotarły do drogi o 20:44. Ze względu na problemy z pojazdami półgąsienicowymi grupa Szmulika i Sajjeret Szaked dotarły do drogi o 21:07, a siły 582 Batalionu Rezerwowego dotarły na miejsce o 22:31 .
W czasie kiedy pozostałe siły 14 Brygady Pancernej gromadziły się przy drodze Leksikon, 87 Batalion Rozpoznania kontynuował swoje działania. Kompania B dotarła bez przeszkód do skrzyżowania dróg Leksikon i Szik (hebr. שיק) i rozpoczęła marsz na zachód. Kompania C dotarła do skrzyżowania dróg Leksikon i Tirtur i również podążała na zachód. Kompania A dotarła do skrzyżowania dróg Leksikon-Nachala (hebr. נחלה) , aby kontynuować dalej marsz na zachód ku Kanałowi Sueskiemu i umocnieniom o kryptonimie Macmed. Podczas marszu, ok. 500 m na zachód od skrzyżowania Leksikon-Szik, Kompania A natknęła się na siły przeciwnika, z którymi weszła w krótki kontakt ogniowy. Podczas walki dwóch żołnierzy zostało rannych, ale oddziałowi udało się zerwać kontakt z Egipcjanami. Po dotarciu do umocnień Macmed okazało się, że są one puste i nie ma w nich śladu dowództwa egipskiej 16 Dywizji Piechoty Zmechanizowanej .
79 Batalion Pancerny podążał za 87 Batalionem Rozpoznania. Po dotarciu do drogi Szik nawiązał kontakt z siłami egipskimi. Początkowo atak Izraelczyków okazał się zaskoczeniem dla sił przeciwnika, ale z czasem Egipcjanie umocnili obronę i poprosili o wsparcie własne czołgi. Jeden z izraelskich czołgów wjechał na minę, a drugi został uszkodzony i nie mógł kontynuować walki. W tym samym czasie 184 Batalion Pancerny natrafił na krótki opór Egipcjan w rejonie skrzyżowania Tirtur-Leksikon, ale kontynuował marsz w kierunku punktu Segol 140 (hebr. סגול 140), ok. 1 km od skrzyżowania Leksikon-Szik. O 21:28 dowódca batalionu zakomunikował, że sytuacja jego formacji była ciężka. 11 z 20 czołgów zostało uszkodzonych na skrzyżowaniu i nie nadawało się do użytku. Minutę wcześniej dowództwo brygady otrzymało informację, że od północy na izraelskie pozycje nacierają dwa bataliony pancerne. W związku z tym płk Reszef wyznaczył 184 i 79 Batalion do odparcia sił wroga .
Trudności napotkał także 407 Batalion Pancerny, który został ostrzelany z kierunku skrzyżowania Leksikon-Tirtur. Uszkodzono trzy czołgi, a o godzinie 21:40 ranny został dowódca batalionu ppłk. Amram Micna, który zmuszony został do przekazania dowodzenia płk. Awrahamowi Almogowi. Formacja bezskutecznie próbowała odeprzeć wroga z rejonu skrzyżowania. Sajjeret Szaked również dostała się pod ogień Egipcjan ok. 1 km od skrzyżowania Leksikon-Nachala. W wyniku ostrzału jednego z transporterów zginęło dziewięciu komandosów  . Grupa Szmulika dostała się pod egipski ostrzał pomiędzy skrzyżowaniami Leksikon-Nachala i Tirtur-Leksikon. Ze względu na zablokowanie tego drugiego węzła przez 407 Batalion Pancerny grupa nie mogła się poruszać dalej .

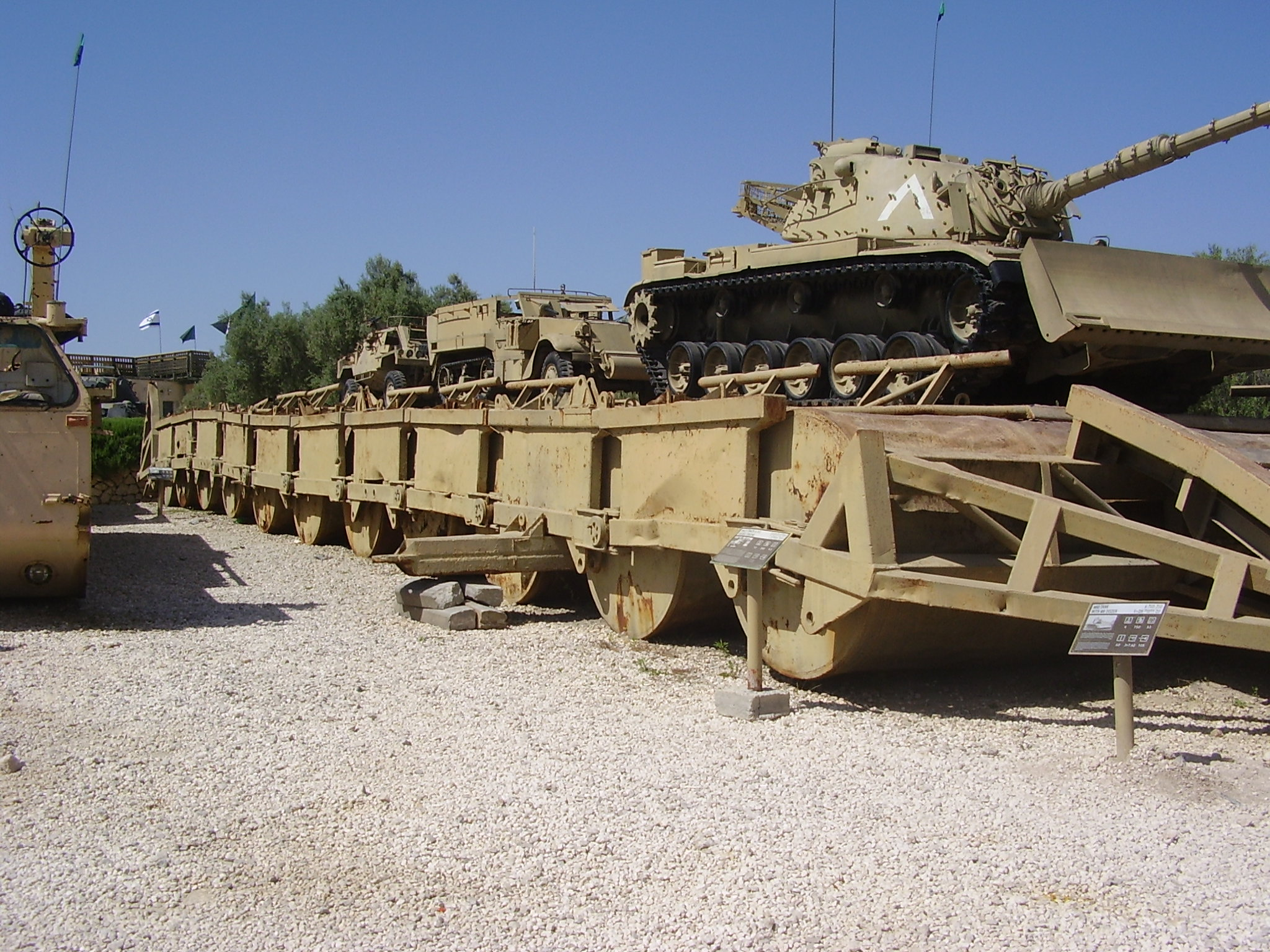
Izraelski most na kołach (ang. rolled bridge) w Latrun.

Reszef podaje, że do godziny 22:00 tylko 87 Batalion Rozpoznania wykonał powierzone mu zadania. Pozostałe formacje zostały związane walką przez Egipcjan. O 21:53 79 Batalion Pancerny poprosił o zgodę na wycofanie się na pozycje 184 Batalionu, reorganizację sił na miejscu i wznowienie natarcia na północ wspólnymi siłami. Reszef zgodził się na takie działanie i bataliony połączyły swoje siły o 22:32. O 22:40 w rejon Chińskiej Farmy dotarł 582 Rezerwowy Batalion Spadochronowy, któremu nakazano wsparcie batalionu rozpoznania w zorganizowaniu pomocy dla rannych na węźle Tirtur-Leksikon, na którym 16 października, po północy, odparto kontratak Egipcjan. Atak sił izraelskich jednak został odparty na skrzyżowaniu . Izraelczycy zmuszeni byli oczyścić obszar węzła Tirtur-Leksikon z sił egipskich, aby umożliwić transport mostu na kołach w rejon Kanału Sueskiego. Bez tego nie można było utworzyć przeprawy i umożliwić przekroczenia kanału pozostałym siłom . Szczególne znaczenie miała droga Tirtur, która według Szarona była wybudowana specjalnie, aby umożliwić transport mostu kołowego o wadze 600 ton.

### 16 października
Około 1:35 na drugi brzeg kanału przeprawili się spadochroniarze z 247 Rezerwowej Brygady Spadochronowej płka Daniego Mata. Jednak ze względu na rozmiary izraelskich strat w walkach o Chińską Farmę minister obrony Izraela Mosze Dajan rozważał odwołanie operacji. Szef Dowództwa Południowego gen. Szmu’el Gonen nakazał również gen. Szaronowi, aby ten nie przeprawiał na drugi brzeg kanału żadnych sił, póki Chińska Farma nie zostanie zajęta .

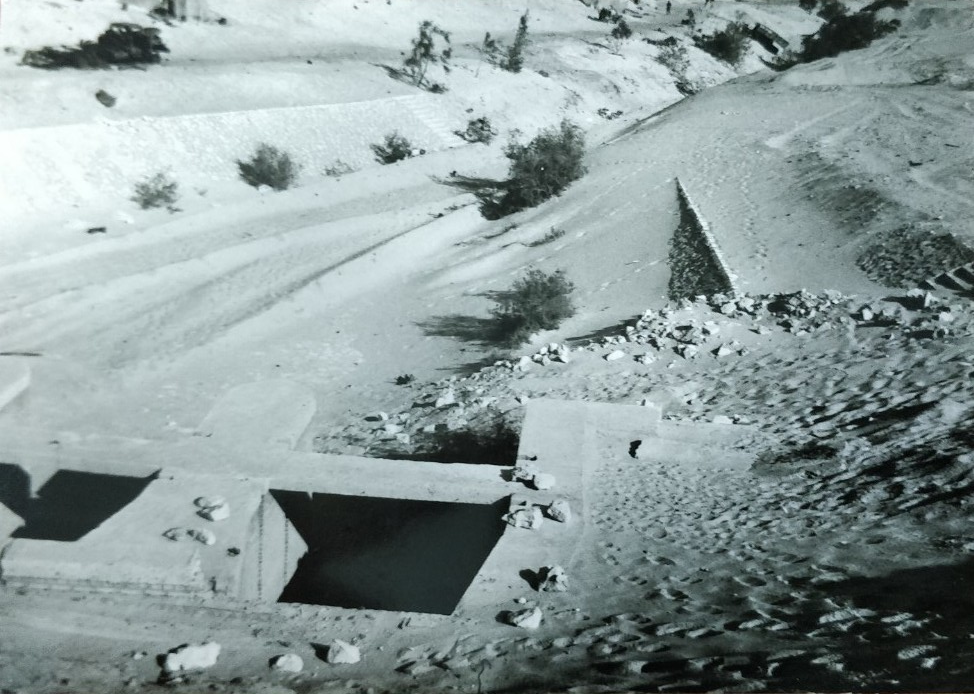
Jeden z kanałów irygacyjnych na Chińskiej Farmie.

O godzinie 2:24 dowódca 87 Batalion Rozpoznania mjr. Jo’aw Brom otrzymał rozkaz ponownego uderzenia na skrzyżowanie Tirtur-Leksikon, ale tym razem z kierunku zachodniego. O 3:00 Izraelczycy rozpoczęli atak i udało im się osiągnąć efekt zaskoczenia. Egipcjanie stracili trzy czołgi, ale z czasem zaczęli stawiać opór siłom izraelskim. W przeciągającym się starciu zginął mjr. Brom. O 4:00 z dowództwa brygady nadeszły rozkazy, aby 407 Batalion Pancerny i 582 Rezerwowy Batalion Spadochronowy wsparły wojska walczące na skrzyżowaniu . W trakcie walk o węzeł spadochroniarze stracili 24 z 70 żołnierzy, a 16 zostało rannych. W ciągu 10 godzin walk Reszef stracił 56 z 97 czołgów. Zginęło 128 Izraelczyków, a rannych zostało 62 . Według Dunstana dywizja Szarona stracić miała ok. 300 żołnierzy i 70 czołgów. Po godzinie 5:00 Izraelczycy meldowali, że jedyny opór pozostał ze strony piechoty. Okopanym w rowach melioracyjnych jednostkom egipskim udało się jednak wyhamować atak Izraelczyków na skrzyżowaniu. Równocześnie Egipcjanie przypuścili kolejny atak na pozycje batalionów 184 i 79, które musiały się przegrupować, wycofać i zorganizować obronę na pobliskich wydmach . O 5:50 płk. Reszef zwrócił się do gen. dyw. Szarona z prośbą o posiłki dla walczących. Do walki oddelegowano 409 Batalion Pancerny z 600 Brygady Pancernej oraz 599 Batalion Pancerny z 421 Brygady Pancernej. Intensywność walk był tak duża, że ze względu na duże straty oba bataliony zostały wycofane z pola walki i wróciły do macierzystych jednostek .
W godzinach porannych okazało się, że 87 Batalion Rozpoznania, 407 Batalion Pancerny i 582 Rezerwowy Batalion Spadochronowy poniosły tak duże straty, że nie były w stanie kontynuować samodzielnie walk. Resztki tych formacji zostały rozdzielone pomiędzy 79 Batalion Pancerny i 184 Batalion Pancerny, które ciągle broniły obszaru przed kontratakami z północy. Około godziny 10:00 wywiad doniósł o możliwości wkroczenia do walki sił egipskiej 21 Dywizji Pancernej. Dlatego zdecydowano się oddelegować z 460 Brygady Pancernej 162 Dywizji Pancernej wsparcie pod postacią 198 Batalionu Pancernego. O 12:05 dokonał on zmiany 184 Batalionu Pancernego na polu walki . 890 Batalion Spadochronowy  i 35 Brygada Spadochronowa otrzymały rozkaz, aby przed świtem 17 października zająć najważniejsze drogi w rejonie Chińskiej Farmy. Jednostka nie otrzymała jednak żadnych zdjęć lotniczych ukazujących aktualne pozycje Egipcjan, a będący na miejscu dowódcy nie poinformowali dowództwa spadochroniarzy o siłach wroga w rejonie .

### 17 października

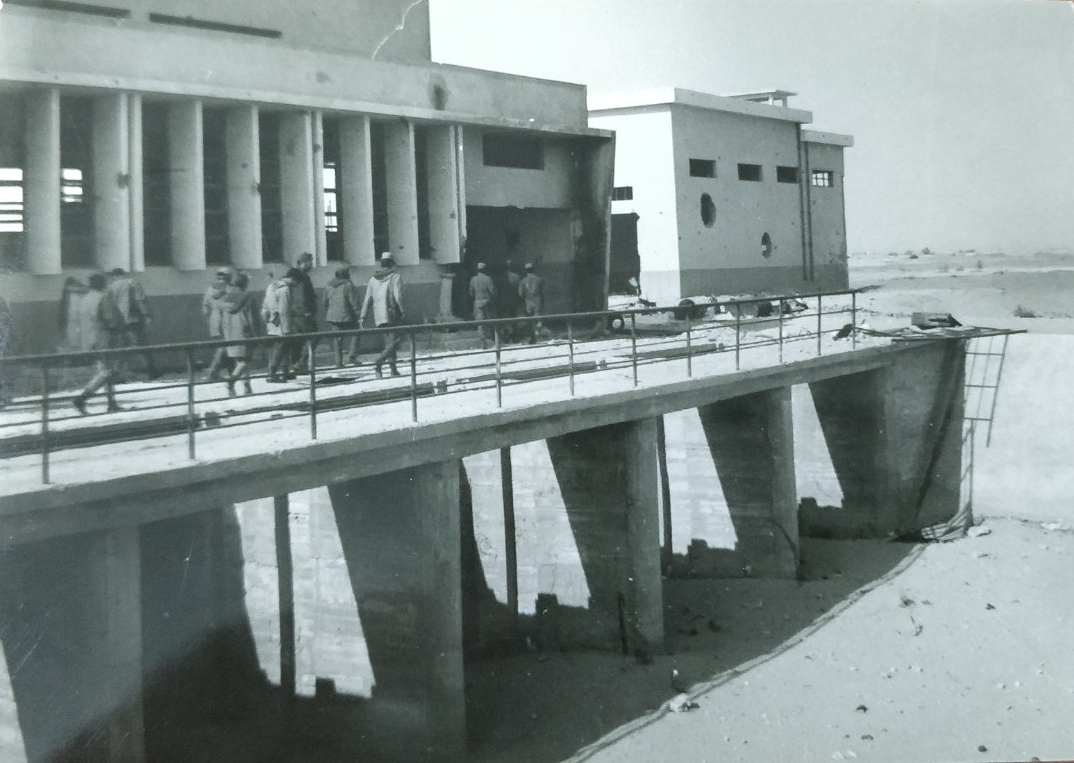
Przepompownia na Chińskiej Farmie po zajęciu przez Izraelczyków.

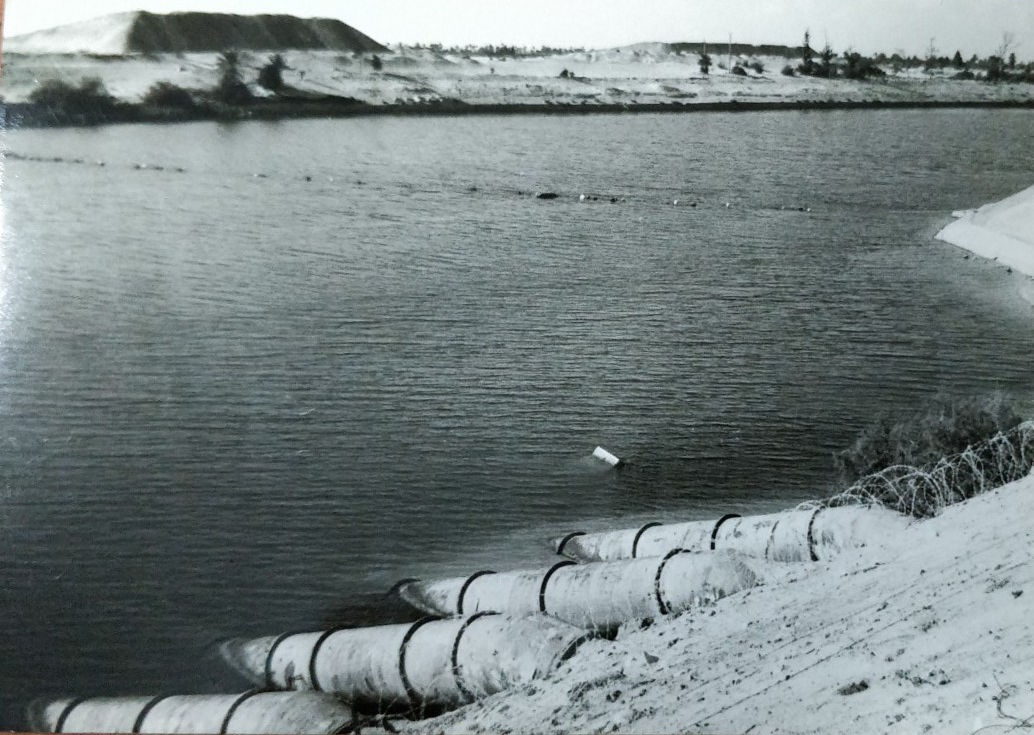
Kanał irygacyjny w obszarze Chińskiej Farmy.

O 2:45 doszło do pierwszego kontaktu ogniowego pomiędzy izraelskimi żołnierzami, a okopanymi Egipcjanami. Walki przeciągnęły się do ranka, a spadochroniarze ponieśli ciężkie straty. O świcie na pomoc spadochroniarzom oddelegowano 100 Batalion Pancerny pod dowództwem ppłka Ehuda Baraka. Barak miał problem ze zlokalizowaniem pozycji spadochroniarzy i poprosił, aby wystrzelili flarę sygnałową. Teren walk został oświetlony, a jednostka zaraz po wejściu do starcia straciła pięć z siedmiu czołgów po ostrzale z ppk 9M14 Malutka. Pozostałe dwa pojazdy wycofano z walki. Gen. Adan świadom tego, że Egipcjanie skupieni byli na walce ze spadochroniarzami na drodze Tirtur, nakazał przetransportowanie mostu na kołach przez drogę Akawisz nad kanał. W walkach o drogę Tirtur spadochroniarze stracili 41 zabitych, a 100 zostało rannych . Z kolei 100 Batlion Pancerny stracił dziewięciu żołnierzy .
Tego samego dnia Egipcjanie postanowili odciąć siły izraelskie atakiem wzdłuż drogi Leksikon. Ofensywę miała przeprowadzić 25 Brygada Pancerna z południa na północ, wzdłuż Wielkiego Jeziora Gorzkiego. Ruch kolumny był widoczny już o godzinie 08:00. Około 11:00 198 Batalion Pancerny zaczął meldować o kontakcie z siłami przeciwnika. Po ok. 4 godzinach walk dowództwo batalionu poinformowało, że główny impet natarcia został wyhamowany. Z okołu 100 dostępnych czołgów T-62 25 Bygada straciła 85 pojazdów  . W tym samym czasie ppłk Awraham Jafe ze swoimi piętnastoma czołgami bronił drogi i obszaru na zachód od Chińskiej Farmy. Starcie trwało ok. 30 min, a straty Egipcjan wyniosły 48 czołgów  .
O godzinie 16:00 podano do informacji, że most pontownowy jest gotowy do użycia. Izraelczycy nie przystąpili jednak do forsowania Kanału Sueskiego. Jednostki musiały uzupełnić zapasy paliwa oraz amunicji. Dopiero w nocy 162 Dywizja Pancerna zaczęła przekraczać kanał .

### 18 października
18 października siły izraelskie zabezpieczały obszar przeprawy przez Kanał Sueski. W rejonie Chińskiej Farmy i obszaru przepompowni trwały jeszcze walki z pozostałymi niedobitkami oddziałów egipskich. W walki zaangażowana została artyleria, Jednostka 88 oraz jednostka Sajjeret Szaked. W ich trakcie zginęło jeszcze dwóch żołnierzy, a jeden był raniony. O 17:29 zakomunikowano, że przepompownie zostały zajęte przez siły izraelskie .